# Élections fédérales canadiennes de 2019 en Saskatchewan
Les élections fédérales canadiennes de 2019 en Saskatchewan, comme dans le reste du Canada, ont lieu le 21 octobre 2019. La province est représentée par 14 députés à la Chambre des communes, soit le même nombre que lors des élections fédérales canadiennes de 2015 en Saskatchewan.

## Résultats généraux

### Élus
| Circonscriptions                      | Député sortant | Député sortant    | Député gagnant   | Député gagnant   |
| ------------------------------------- | -------------- | ----------------- | ---------------- | ---------------- |
| Battlefords—Lloydminster              |                | Rosemarie Falk    | Rosemarie Falk   | Rosemarie Falk   |
| Cypress Hills—Grasslands              |                | David Anderson ‡  |                  | Jeremy Patzer    |
| Desnethé—Missinippi—Rivière Churchill |                | Georgina Jolibois |                  | Gary Vidal       |
| Moose Jaw—Lake Centre—Lanigan         |                | Tom Lukiwski      | Tom Lukiwski     | Tom Lukiwski     |
| Prince Albert                         |                | Randy Hoback      | Randy Hoback     | Randy Hoback     |
| Regina—Lewvan                         |                | Erin Weir ‡       |                  | Warren Steinley  |
| Regina—Qu'Appelle                     |                | Andrew Scheer     | Andrew Scheer    | Andrew Scheer    |
| Regina—Wascana                        |                | Ralph Goodale     |                  | Michael Kram     |
| Saskatoon-Ouest                       |                | Sheri Benson      |                  | Brad Redekopp    |
| Saskatoon—Grasswood                   |                | Kevin Waugh       | Kevin Waugh      | Kevin Waugh      |
| Saskatoon—University                  |                | Bradley Trost ‡   |                  | Corey Tochor     |
| Sentier Carlton—Eagle Creek           |                | Kelly Block       | Kelly Block      | Kelly Block      |
| Souris—Moose Mountain                 |                | Robert Kitchen    | Robert Kitchen   | Robert Kitchen   |
| Yorkton—Melville                      |                | Cathay Wagantall  | Cathay Wagantall | Cathay Wagantall |